# آزپین
آزپین‌ها ترکیبات هتروسیکلی غیر اشباع شامل یک حلقه هفت اتمی هستند که از یک اتم نیتروژن و ۶ اتم کربن تشکیل شده است.